# Piper tabinense
Piper tabinense är en pepparväxtart som beskrevs av William Trelease. Piper tabinense ingår i släktet Piper och familjen pepparväxter. Inga underarter finns listade i Catalogue of Life.